# Форестье, Сара
Сара Форестье́ (фр. Sara Forestier; род. 4 октября 1986 года) — французская актриса, режиссёр и сценарист, лауреат кинопремии «Сезар» 2005 года в категории «Лучшая молодая актриса» (фильм «Увёртка»), и 2011 года в категории «Лучшая женская роль» (фильм «Имена людей»). Её режиссёрским и сценарным дебютом стал фильм «М».

## Биография
Сара Форестье родилась 4 октября 1986 года во Франции. Актёрскую карьеру начала в пятнадцать лет с небольшой роли в фильме «Призраки Любы». Известность пришла к ней с ролью Лидии в фильме Абделлатифа Кешиша «Увёртка» («Уклонение»), вышедшим на экраны в 2004 году. Позднее она снималась в таких фильмах, как «Сколько ты стоишь?» (2005 год), «Ад», «Парфюмер: История одного убийцы» (2006 год).
В 2010 году на экраны вышли два фильма с участием Сары Форестье: «Генсбур. Любовь хулигана», в котором она исполнила роль певицы Франс Галль, и «Имена людей».

## Фильмография
| Год  |     | Русское название                    | Оригинальное название                    | Роль                     |
| ---- | --- | ----------------------------------- | ---------------------------------------- | ------------------------ |
| 2001 | ф   | Призраки Любы                       | Les Fantômes de Louba                    | Вторая дочь              |
| 2002 | ф   | Война в Париже                      | La Guerre à Paris                        |                          |
| 2003 | тф  | Несколько дней между нами           | Quelques jours entre nous                | Элис                     |
| 2003 | ф   | Увёртка                             | L'esquive                                | Лидия                    |
| 2004 | с   | Союз адвокатов                      | Avocats et Associés                      | Амели Гарнье             |
| 2004 | ф   | На экране два года спустя           | À cran, deux ans après                   | Марион                   |
| 2005 | кор | Ток                                 | Les courants                             | Андреа                   |
| 2005 | ф   | Искусство красиво расставаться      | Un fil à la patte                        | Вивиан                   |
| 2005 | ф   | Смелость любить                     | Le Courage d'aimer                       | Саломея                  |
| 2005 | ф   | Сколько ты стоишь?                  | Combien tu m'aimes ?                     | Мигет                    |
| 2006 | ф   | Ад                                  | Hell                                     | Хэлл                     |
| 2006 | ф   | Астерикс и викинги                  | Astérix et les Vikings                   | Абба (озвучивание)       |
| 2006 | ф   | Несколько дней в сентябре           | Quelques jours en septembre              | Орландо                  |
| 2006 | ф   | Парфюмер: История одного убийцы     | Das Parfum. Die Geschichte eines Mörders | Жанна                    |
| 2007 | ф   | Жан де Лафонтен – вызов судьбе      | Jean de la Fontaine, le défi             | Перретт                  |
| 2007 | ф   | У каждого своё кино                 | Chacun son cinéma                        | эпизод «Cinéma Erotique» |
| 2007 | кор | Энджи                               | Angie                                    |                          |
| 2008 | кор |                                     | Une femme en miroir                      |                          |
| 2008 | кор | Старый враг                         | Vieillesse ennemie                       | девушка                  |
| 2008 | ф   | Сандрин под дождём                  | Sandrine nella pioggia                   | Сандрин                  |
| 2009 | с   | Второе рождение                     | Revivre                                  | Ханна Голденберг         |
| 2009 | ф   | Почти как люди                      | Humains                                  | Надиа                    |
| 2009 | ф   | Дикие травы                         | Les Herbes folles                        | Элоди                    |
| 2009 | ф   | Виктор                              | Victor                                   | Элис                     |
| 2009 | кор |                                     | Redrum                                   |                          |
| 2010 | ф   | Генсбур. Любовь хулигана            | Gainsbourg, vie héroïque                 | Франс Галль              |
| 2010 | ф   | Имена людей                         | Le Nom des gens                          | Баия                     |
| 2011 | ф   | Гитлер в Голливуде                  | HH, Hitler à Hollywood                   | играет саму себя         |
| 2012 | ф   | Ночь                                | Une nuit                                 | Лоуренс Дерей            |
| 2012 | ф   | Пиратское телевидение               | Télé Gaucho                              | Клара                    |
| 2013 | ф   | Мои занятия борьбой                 | Mes séances de lutte                     | Эль                      |
| 2013 | ф   | Сюзанн                              | Suzanne                                  | Сюзанн Меревски          |
| 2013 | ф   | Любовь — это идеальное преступление | L'amour est un crime parfait             | Анни                     |
| 2014 | мф  | Махни крылом                        | Gus, petit oiseau, grand voyage          | Дельф (озвучивание)      |
| 2015 | ф   | Молодая кровь                       | La Tête haute                            | мать                     |
| 2016 | ф   |                                     | Primaire                                 | Флоренс Мутре            |
| 2017 | ф   | M                                   | M                                        | Лила                     |
| 2017 | с   |                                     | Calls                                    | Лиза Ларше               |